# Chang'e 6
Chang'e 6 (en xinès 嫦娥六号 en pinnyin ''Cháng'é liùhào'') fou una missió d'exploració lunar robòtica de l'Administració Espacial Nacional de la Xina. Com a segona missió de retorn de mostres de la Xina, va obtenir una mostra de sòl i roca de la cara oculta de la Lluna, mentre va realitzar experiments científics a la superfície lunar. Igual que els seus predecessors del Programa d'exploració lunar xinès, la nau espacial porta el nom de la deessa de la Lluna xinesa Chang'e. Fou la primera missió en recuperar mostres del cara oculta de la Lluna.
Es va llançar el 3 de maig de 2024 i la missió va durar 53 dies. Va finalitzar el 25 de juny de 2024 amb el retorn de la càpsula reentrant a l'atmosfera terrestre amb les mostres, que va aterrar en paracaigudes a la Mongòlia Interior, una regió autònoma de la Xina.

## Visió general
El programa d'exploració lunar xinès està dissenyat per dur-se a terme en quatre fases d'avenç tecnològic incremental:
- L'objectiu de la primera fase era arribar a l'òrbita lunar. Això va ser completat per Chang'e 1 el 2007 i per Chang'e 2 el 2010.
- La segona fase va intentar aterrar i vagar a la Lluna, una gesta que va aconseguir Chang'e 3 el 2013 i Chang'e 4 el 2019.
- La tercera fase implica la recollida de mostres lunars i l'enviament a la Terra, completada per primera vegada per Chang'e 5 el 2020 i per segona vegada per Chang'e 6 el 2024.
- La quarta fase consisteix en el desenvolupament d'una estació d'investigació robòtica prop del pol sud de la Lluna. El programa té com a objectiu facilitar els aterratges lunars tripulats a la dècada de 2030 i possiblement construir un lloc avançat amb tripulació a prop del Pol sud lunar.

La missió Chang'e 5 anterior va retornar 1,731 kg de material de l'hemisferi nord de la cara visible de la Lluna.
La missió Chang'e 6 va allunar en la cara oculta de la Lluna per recollir més material. En concret, el mòdul de descens de la missió Chang'e 6 va allunar en una àrea relativament plana de la porció sud del cràter Apol·lo, que alhora està dins de la conca Aitken del pol sud en la cara oculta de la Lluna. S'espera que les mostres recollides de l'àrea objectiu puguin incloure material del mantell lunar expulsat per l'impacte original que va crear la conca SPA, material que pot donar llum sobre les diferències que existeixen en la cara oculta i la cara visible de la Lluna, i sobre l'origen de la Lluna i el Sistema Solar.
El mòdul de descens Chang'e 6 va allunar l'1 de juny de 2024 al cràter Apol·lo (coordenades lunars: 41° 38′ 19″ S, 153° 59′ 07″ O / 41.6385°S,153.9852°O). Després de completar la recollida de mostres va col·locar la mostra al mòdul d'ascens pel braç robòtic de la sonda. El 3 de juny de 2024, el mòdul d'ascens es va enlairar de la part superior del mòdul de descens. Dos dies més tard, el mòdul d'ascens va atracar en el mòdul de servei de l'orbitador i el mateix dia va completar la transferència del contenidor de la mostra al mòdul de retorn a la Terra. El 25 de juny de 2024, la càpsula de retorn va aterrar a la Mongòlia Interior, una regió de la Xina.
El mòdul de descens de la missió va recollir 1,935 kg de la cara oculta de la Lluna, incloent sòl i roques de la superfície (fent ús d'una cullera) i mostres del subsòl (fent ús d'un trepant). Amb el retorn de la càpsula a la Terra, l'agència espacial de la Xina es va convertir en la primera en aconseguir retornar mostres de la cara oculta de la Lluna.